# اچ‌ام‌ای‌اس وندتا (دی۶۹)
اچ‌ام‌ای‌اس وندتا (دی۶۹) (به انگلیسی: HMAS Vendetta (D69)) یک کشتی بود که طول آن ۳۱۲ فوت (۹۵٫۱ متر) بود. این کشتی در سال ۱۹۱۷ ساخته شد.